# Wiersz o wybieraniu żony

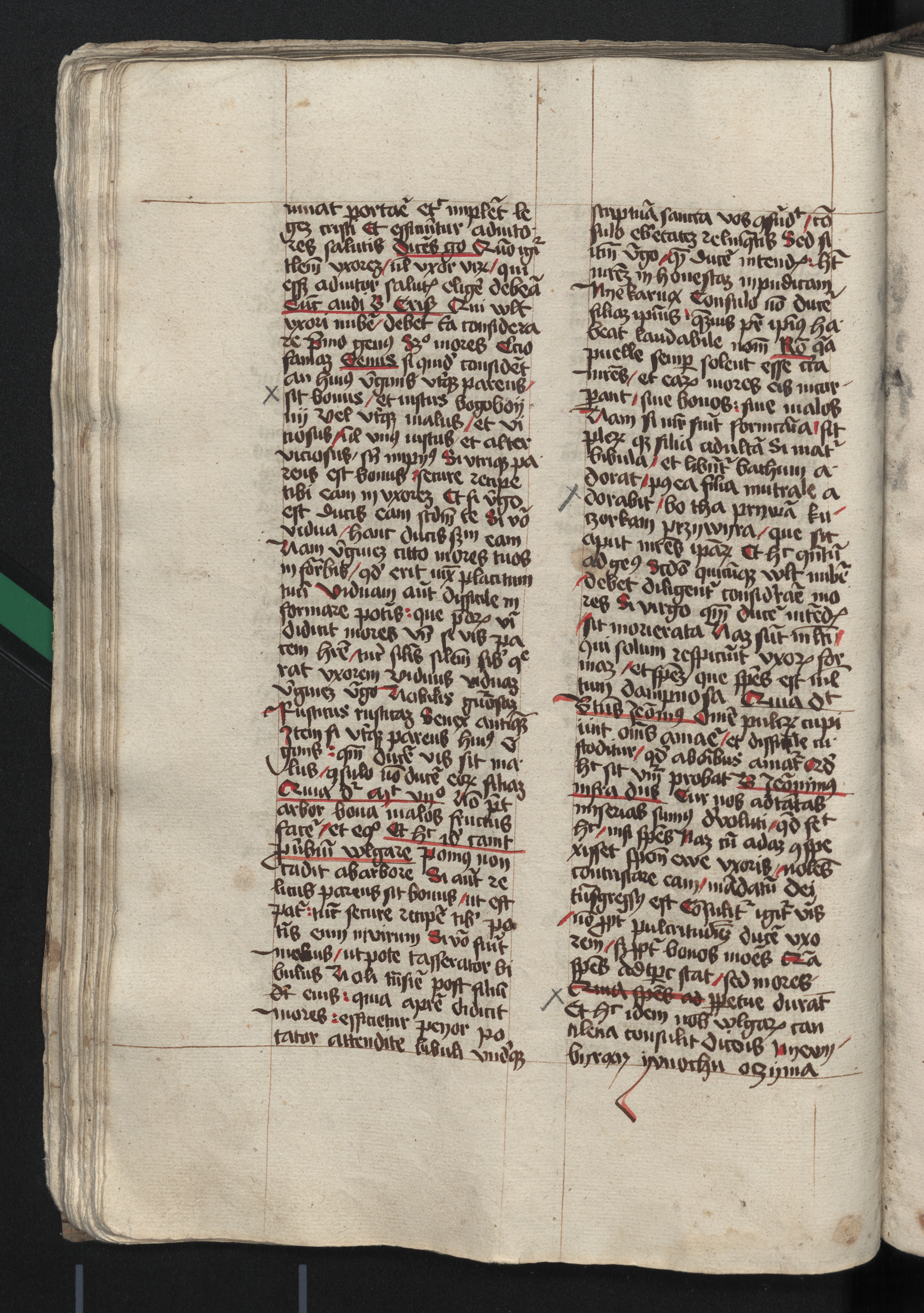
Nie wybiraj, junochu, oczyma – zapis ze zbioru kazań Piotra z Miłosławia (na dole prawej kolumny)

Wiersz o wybieraniu żony – polska piosenka ludowa pochodząca najprawdopodobniej z XV wieku, nieznanego autorstwa.
Fragmenty utworu przytoczył w swoim łacińskim zbiorze kazań Piotr z Miłosławia. Odpisy zbioru odnalazł pod koniec XIX wieku w Cesarskiej Bibliotece Publicznej w Petersburgu Aleksander Brückner, a swoje odkrycie ogłosił w artykule Kazania średniowieczne (1897). Zamieścił w nim także transliterację pięciu wariantów wplecionej w tekst piosenki, zwanej przez badaczy Wierszem o wybieraniu żony lub incipitem: Nie wybiraj, junochu.
Najwięcej różnic występuje pomiędzy fragmentem zamieszczonym w tzw. kodeksie świętokrzyskim (gdzie utwór jest regularnym 10-zgłoskowcem), a pochodzącym z rękopisu Jana ze Słupcy (z wersami 16-, 15-, 7-, 10-sylabowymi). Różne odmiany tego tekstu mają świadczyć o jego popularności. Według Juliana Krzyżanowskiego inspiracją dla powstania piosenki było ludowe przysłowie o treści: "wybieraj żonę uchem, nie okiem".
Kazanie, w którym pojawiła się treść znanej piosenki, dotyczyło wesela w Kanie Galilejskiej. Kaznodzieja napominał wiernych, aby nie wybierali żony ze względu na jej majątek lub wygląd zewnętrzny, a dobre obyczaje. Jak dowodził, majątek można stracić, podobnie jak urodę, natomiast dobry obyczaj pozostaje, spajając więzy małżeńskie. Aby uatrakcyjnić swój wywód, ksiądz przytoczył znaną słuchaczom piosenkę.